# Coast to Coast
Coast to Coast е вторият студиен албум на ирландката група „Уестлайф“, издаден през ноември 2000. Албумът достига номер 1 както във Великобритания така и в Ирландия. Продаден е в общо 1 725 393 копия и получава шест пъти платинена сертификация. Издадени са общо 5 сингъла: Against All Odds, My Love, What Makes a Man, I Lay My Love on You и When You're Looking Like That.

## Списък с песните

### Оригинален траклист
1. My Love – 3:53
2. What Makes a Man – 3:52
3. I Lay My Love on You – 3:31
4. Against All Odds (Take a Look at Me Now) – 3:22
5. When You're Looking Like That – 3:54
6. Close – 4:05
7. Somebody Needs You – 3:09
8. Angel's Wings – 4:05
9. Soledad – 3:59
10. Puzzle of My Heart – 3:40
11. Dreams Come True – 3:09
12. No Place That Far – 3:15
13. You Make Me Feel – 3:38
14. Loneliness Knows Me by Name – 3:04
15. Fragile Heart – 3:01
16. Every Little Thing You Do – 4:06

### Австралийско издание
1. Nothing Is Impossible – 3:15

### Европейско преиздание
1. Uptown Girl (радио редактиран) – 3:08
2. I Have a Dream (Remix) – 4:16
3. My Girl – 2:54

### Испанско и Латиноамериканско преиздание
1. En Ti Deje Mi Amor ("I Lay My Love on You") – 3:31
2. Con Lo Bien que Te Ves ("When You're Looking Like That") – 3:54

### Британско ексклузивно издание
1. My Love – 3:53
2. What Makes a Man – 3:51
3. I Lay My Love on You – 3:31
4. I Have a Dream (Remix) – 4:16
5. Against All Odds (Take a Look at Me Now) (с Марая Кери) – 3:22
6. When You're Looking Like That – 3:54
7. Close – 4:05
8. Somebody Needs You – 3:09
9. Angel's Wings – 4:05
10. Soledad – 3:58
11. Puzzle of My Heart – 3:40
12. Dreams Come True – 3:09
13. No Place That Far – 3:14
14. Close Your Eyes – 4:34
15. You Make Me Feel – 3:38
16. Loneliness Knows Me by Name – 3:04
17. Fragile Heart – 3:01
18. Every Little Thing You Do – 4:12
19. Don't Get Me Wrong (сктрит трак) – 3:43

### Британско преиздание
1. Against All Odds (Take a Look at Me Now) (с Марая Кери) – 3:19
2. I Have a Dream – 3:21
3. I Lay My Love on You – 3:29